# Al-Hàssan ibn Alí (zírida)
Abu-l-Hàssan al-Hàssan ibn Alí (àrab: أبو الحسن الحسن بن علي, Abū al-Ḥassan al-Ḥassan b. ʿAlī), més conegut simplement com al-Hàssan ibn Alí, fou emir zírida d'Ifríqiya, fill d'Alí ibn Yahya, al que va succeir a la seva mort el 1121.
El 1123 una flota almoràvit va atacar i saquejar Nicotera a Calàbria, i Roger II de Sicília va acusar Ali ibn Yahya d'haver participat en l'operació almenys com instigador. Un atac normand de represàlia contra el fortí zírida d'Al-Dimas no va reeixir, car la resistència dels àrabs hilalians va impedir la seva conquesta. El 1135 els normands van ocupar l'illa de Gerba, però aquesta illa tot i que era de nominal sobirania zírida, es governava autònomament, i els zírides no li van enviar cap ajut.
Els almoràvits van fer alguna incursió més a territori normand i Roger II de Sicília va decidir ocupar Mahdia. L'estat zírida estava molt dèbil doncs als darrers anys les collites havien estat dolentes i la sequera havia afectat greument l'economia en general. Una flota sota el comandament de Jordi d'Antioquia va assaltar Mahdia i la va ocupar el 1148. Al-Hàssan va fugir i es va refugiar amb el seu parent hammadita Yahya ibn Abd-al-Aziz, que el va posar sota custòdia a Alger per por que no contactés amb el califa almohade Abd-al-Mumin ibn Alí, que governava Marràqueix.
Al-Hasan es va poder reunir amb el califa almohade quan aquest va ocupar Alger el 1151, i des de llavors no va parar d'incitar-lo a recuperar Mahdia. Finalment els almohades van conquerir Mahdia el 22 de gener del 1160. Un governador almohade es va instal·lar a la ciutat però al-Hàssan va poder residir al suburbi de Zawila on va restar vuit anys (1160-1167).
A la mort del califa almohade Abd-al-Mumin, el nou califa Abu-Yaqub Yússuf ibn Abd-al-Mumin el va cridar a la seva presència a Marrakech, però al-Hàssan va morir de camí, a Tamesma (1167).